# Emilio Berio
Emilio Berio was een Italiaanse entomoloog die zich had gespecialiseerd in vlinders. Met name de spanners, uilen, beervlinders en spinners hadden zijn interesse.
Berio werd op 13 oktober 1905 in Genua geboren als oudste zoon van advocaat-aanklager Fausto Berio en van Irma Vallebona. Berio studeerde in 1933 cum laude af aan de Faculteit der Rechtsgeleerdheid aan de Universiteit van Genua. Nadat hij aan zijn militaire verplichtingen had voldaan, trouwde hij en woonde hij tijdelijk in het kantoor van zijn vader in het historische centrum van de stad. Als gevolg van diverse bombardementen, moest Berio verschillende malen verhuizen. Uiteindelijk kon hij in 1945 een enkele kamers krijgen in het Villa del Principe dat eigendom was van de familie Doria. Berio was van 1940 tot aan zijn dood de advocaat van deze familie.  
Naast het uitoefenen van zijn beroep als advocaat besteedde Berio een groot deel van zijn vrije tijd aan het bestuderen van vlinders. In de jaren dertig begon hij met het verzamelen van vlinders. Zodoende kwam hij in contact met de bekende entomoloog Felice Capra en met prof. Raffaello Gestro die directeur en conservator was van het Museo di Storia Naturale Giacomo Doria. Beiden stimuleerden Berio om de in Afrika verzamelde Heterocera te gaan bestuderen. De Tweede Wereldoorlog had een grote impact op zijn onderzoek. In de nacht van 7 op 8 november 1942 werd het museum getroffen door een bom. De schade was gelukkig beperkt, maar betrof wel net die ene kast waarin het studiemateriaal van Berio was opgeslagen. Deze was letterlijk in rook opgegaan. In de loop der tijd ging Berio zich steeds meer beperken tot het bestuderen van de uilen (Noctuidae).
Berio was niet alleen advocaat en entomoloog. Hij had in zijn jonge jaren piano gestudeerd en hij vulde in de zomer zijn inkomsten aan door in orkesten te spelen en muzieklessen te geven. Verder maakte hij tekeningen en olieverfschilderijen van voornamelijk berglandschappen en was hij een erkend kalligraaf.
Gedurende zijn onderzoeksperiode beschreef Berio in totaal 1152 taxa die nieuw waren voor de wetenschap, waaronder 133 geslachten en 836 soorten. Naast meer dan 200 publicaties tussen 1932 en 1993, schreef hij de eerste twee delen over Noctuidae van de serie "Fauna d'Italia" namelijk, Lepidoptera, Noctuidae I. Generalita, Hadeninae, Cuculliinae en Lepidoptera, Noctuidae II. Quadrifinae. Berio bleef tot aan zijn dood publiceren. Zijn laatste publicatie was van oktober 1993 en ging over de Noctuidae die door Emmanuel de Bros in 1977 in Kenia en Tanzania waren verzameld. Voor zijn verdiensten werd hij in 1935 benoemd tot ereconservator entomologie aan het Museo di Storia Naturale Giacomo Doria. Verder was hij lid van de Accademia Nazionale Italiana di Entomologia en vice-voorzitter van de Società Entomologica Italiana. Bovendien was hij vanaf 1982 erelid van de Sociedad Hispano-Luso-Americana de Lepidopterologia (SHILAP). Zijn wereldcollectie van Noctuidae bestond uit ca. 70000 exemplaren (in ca. 1000 laden) en ca. 1000 foto's. Na zijn dood erfde zijn zoon deze collectie. De circa 3300 exemplaren van de overige vlinderfamilies waren in 1983 al aangekocht door het Museum van Genua.